# Barbourfields Stadium
Das Barbourfields Stadium ist ein multifunktionelles Stadion in Bulawayo, Provinz Bulawayo, Simbabwe. Es wird meistens für Fußballspiele benutzt. Es ist Eigentum des Bulawayo City Council und das Heimstadion des Highlanders FC, einer der größten Fußballmannschaften in Simbabwe. Fußballfans nennen das Stadion auch „Emagumeni“, was auf Nord-Ndebele „unser Hinterhof“ bedeutet. 2017 könnte das Barbourfields Stadium auch das Heimstadion anderer Fußballmannschaften werden, wie den Bantu Rovers FC, How Mine FC und Chicken Inn FC, die das Stadion jedoch nur dann benutzten, wenn sie gegen größere Mannschaften spielen. Das Stadion besteht aus vier Tribünen und hat eine Kapazität von 40.000, womit es nach dem National Sports Stadium mit einer Kapazität von 60.000 Plätzen das zweitgrößte Stadion in Simbabwe ist.
Der Highlanders FC hatten in der Liga in der Saison 2016 den höchsten Durchschnitt der Zuschauerzahlen, als durchschnittlich 5.614 Menschen pro Spiel ins Stadion kamen. Im Jahr zuvor kamen mit 7.276 in der Liga sogar noch mehr Zuschauer.